# Красноряжский
Красноряжский — посёлок в Крутихинском районе Алтайского края России. Входит в состав Подборного сельсовета.

## История
В августе 1920 года в Каменском уезде Алтайской губернии была образована Крутихинская волость. Постановление от 1921 года переопределили административную подчинённость: волость стала относиться к Новониколаевской губернии.
При образовании Сибирского края в 1925 году сформировался Крутихинский район, в состав которого вошли новые поселки, среди которых упоминается поселок Красноряжский.
По данным профессора Дмитриевой Л. М., заселок Рязанский был затем переименован в посёлок Красноряжский.

## География
Посёлок находится на северо-западе Крутихинского района. Местность выражена балками, оврагами, плато пересекает редкая речная сеть. На всей территории растет ленточный бор протяженностью 100 км и шириной 6-7 км.
Уличная сеть
В посёлке одна улица — Центральная.
Расстояние до
- районного центра Крутиха 16 км.
- краевого центра Барнаул 193 км.

Ближайшие населенные пункты
Подборный 7 км, Радостный 8 км, Большой Лог 9 км, Прыганка 11 км, Буян 12 км, Заковряшино 15 км, Крутиха 16 км, Новодубровский 16 км, Маловолчанка 16 км, Боровое 18 км, Волчно-Бурлинское 18 км, Караси 20 км.
Климат
Посёлок расположен в резко континентальной зоне, средние температуры лета +26-28°С, зимы — −20-24°С.

## Население
| 1997 | 1998 | 1999 | 2000 | 2001 | 2002 | 2003 |
| ---- | ---- | ---- | ---- | ---- | ---- | ---- |
| 154  | ↗162 | ↗169 | ↘166 | →166 | ↘155 | ↘154 |
| 2004 | 2005 | 2006 | 2007 | 2008 | 2009 | 2010 |
| ↗157 | ↘135 | ↘104 | ↘96  | →96  | ↘91  | ↘82  |
| 2011 | 2012 | 2013 |      |      |      |      |
| →82  | ↘73  | ↘71  |      |      |      |      |

## Инфраструктура
Дети из посёлка ездят в школу на автобусе, она находится в селе Крутиха. Там же предоставляются услуги двух дошкольных учреждений, библиотек, музыкальной школы, детского юношеского центра, районного дома культуры, поликлиники и районной больницы.